# ブレット・イン・ア・バイブル
『ブレット・イン・ア・バイブル』（Bullet in a Bible）は、アメリカのロックバンド、グリーン・デイのライブ・アルバム。
グリーン・デイにとっては、初のライブを収録したフルアルバム作品。2005年11月15日に、ライヴの音源を収録したCDとインタビューなどを交えてライヴの模様を収録したDVDのセットで発売され、アメリカのビルボードチャートでは8位にランクした。その後、Blu-ray Discや、UMDでも発売されている。
イギリスのミルトン・キーンズ・ナショナル・ボウルで2005年5月18日、19日に13万人を超える観客を集めたライヴの模様を収めている。ディレクターはサミュエル・ベイヤー。

## 収録曲
作詞はビリー・ジョー・アームストロング。作曲はグリーン・デイ。ただし、「シャウト」は、アイズレー・ブラザーズのカバー。
1. アメリカン・イディオット - "American Idiot" - 4:32
2. ジーザス・オブ・サバービア - "Jesus of Suburbia" - 9:23
3. ホリデイ - "Holiday" - 4:12
4. アー・ウィー・ザ・ウェイティング - "Are We the Waiting" - 2:49
5. セイント・ジミー - "St. Jimmy" - 2:55
6. ロングヴュー - "Longview" - 4:44
7. ヒッチン・ア・ライド - "Hitchin' a Ride" - 4:04
8. ブレイン・シチュー -  "Brain Stew" - 3:03
9. バスケット・ケース - "Basket Case" - 2:58
10. キング・フォー・ア・デイ / シャウト（英語版） - "King for a Day"/"Shout" - 8:47
11. ウェイク・ミー・アップ・ホウェン・セプテンバー・エンズ - "Wake Me Up When September Ends" - 5:03
12. マイノリティ - "Minority" - 4:19
13. ブールヴァード・オブ・ブロークン・ドリームス - "Boulevard of Broken Dreams" - 4:45
14. グッド・リダンス (タイム・オブ・ユア・ライフ) - "Good Riddance (Time of Your Life)" - 3:26

以下の曲は、ライヴで演奏されたがアルバムには収録されなかった。
- ジェイディッド - "Jaded"
- ノウレッジ - "Knowledge" (オペレーション・アイヴィーのカバー)
- SHE - "She"
- マリア - "Maria"
- 伝説のチャンピオン - "We are the Champions" (クイーンのカバー)
- ホームカミング - "Homecoming"

## クレジット
- ビリー・ジョー・アームストロング - ボーカル、ギター
- マイク・ダーント - ベースギター、コーラス
- トレ・クール - ドラム、パーカッション、コーラス

### サポートメンバー
- ジェイソン・ホワイト - ギター、コーラス
- ジェイソン・フリーズ - キーボード、ピアノ、アコースティックギター、トロンボーン、コーラス
- ロニー・ブレイク - トランペット、ティンパニ、パーカッション、コーラス
- マイク・ペリーノ - ギター、コーラス